# Balboa (Panamá)
Balboa é uma cidade residencial e portuária localizada na antiga Zona do Canal de Panamá, justo da desembocadura do Canal de Panamá do lado do Oceano Pacífico. Se encontra a 5 quilômetros ao oeste da cidade do Panamá, no distrito de Panamá. Tem uma população aproximada de 10.000 habitantes.
Parte da cidade residencial se encontra sobre o pé do Cerro Ancón. É uma estação terminal da ferrovia; e atualmente possui modernas instalações portuárias que subministram carga a nível nacional e internacional. Antigamente se encontrava ali a administração estadounidense da Zona do Canal.